# Reithrodontomyini
Reithrodontomyini – plemię ssaków z podrodziny nowików (Neotominae) w obrębie rodziny chomikowatych (Cricetidae).

## Zasięg występowania
Plemię obejmuje gatunki występujące od Kanady do Ekwadoru.

## Podział systematyczny
Do plemienia należą następujące występujące współcześnie rodzaje:
- Isthmomys Hooper & Musser, 1964 – przesmycznik
- Reithrodontomys Giglioli, 1874 – ploniarka